# Anopsicus quatoculus
Anopsicus quatoculus là một loài nhện trong họ Pholcidae. Loài này được phát hiện ở Jamaica.